# Nihonga

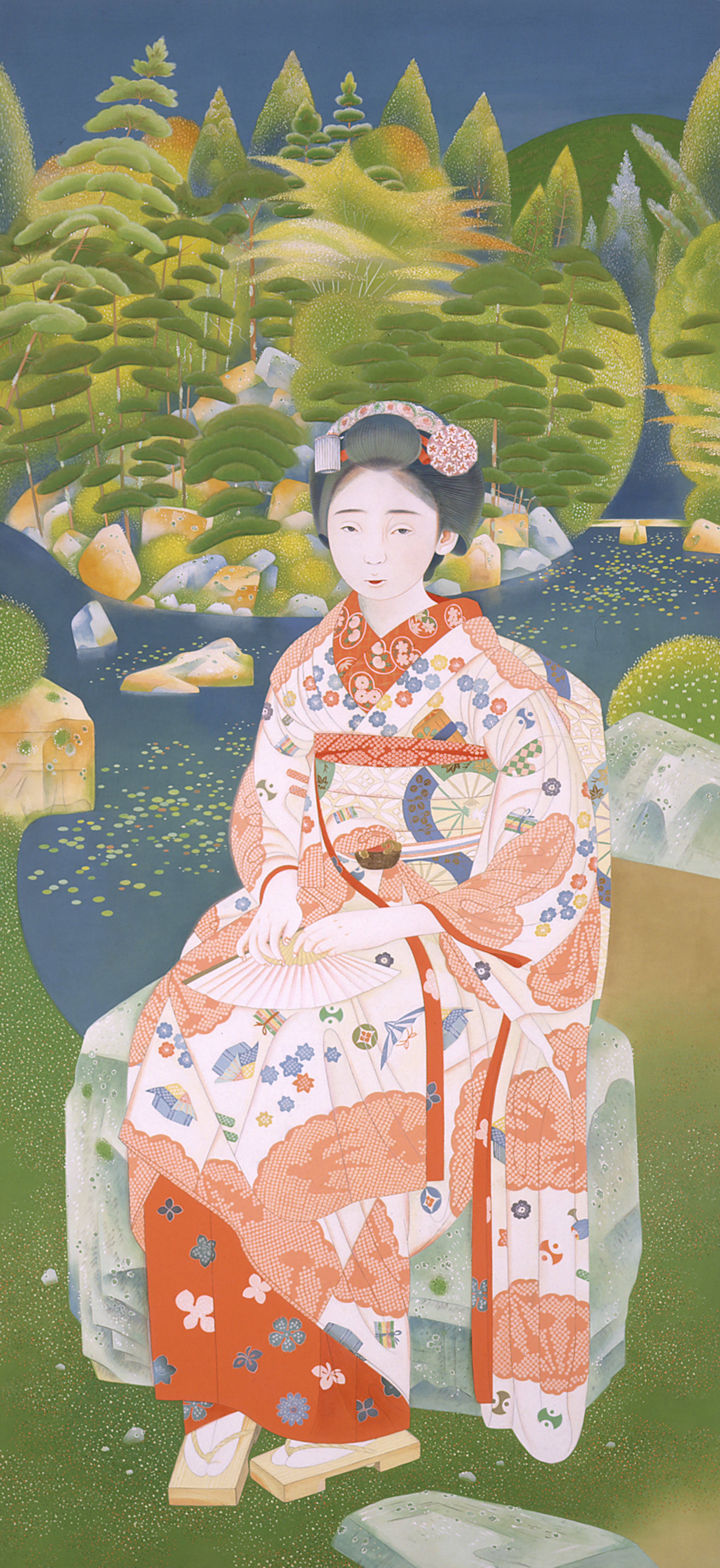
Tsuchida Bakusen

Nihonga (japanisch 日本画, dt. japanische Malerei, japanisches Gemälde) wurde 1890 von dem US-amerikanischen Orientalisten Ernest Fenollosa und dem japanischen Kunsthistoriker Okakura Kakuzō mit dem Ziel eingeführt, die traditionelle japanische Malerei in der Zeit des Umbruchs in modernisierter Form zu erhalten. Ihr gegenüber stand die japanische Malerei westlicher Art, Yōga.

## Übersicht
Als Merkmale der Nihonga gelten:
- Verzicht auf Tiefendarstellung, höchstens Gebrauch der Parallelperspektive,
- Verzicht auf Schatten,
- Gebrauch von (oft selbst angerührten) Mineralfarben, niemals von Ölfarben.
- Gebrauch von Leim, Farbpigmenten, Blattgold[1]

Natürlich gab es und gibt es Grenzüberschreitungen. 
Um an die traditionelle japanische Malerei anzuknüpfen, war an der 1879 gegründeten Nihon Bijutsu Gakkō als Lehrer Kanō Hōgai (1828–1888), zu der Zeit der wichtigste Vertreter der Kanō-Schule, vorgesehen. Bedingt durch dessen frühen Tod übernahm dann sein Schüler Hashimoto Gahō (1835–1908) den Lehrstuhl. Zu dessen Schülern der ersten Stunde zählen Yokoyama Taikan (1868–1958), Shimomura Kanzan (1873–1930) und Hishida Shunsō (1874–1911). Weiter sind Kaburagi Kiyokata (1878–1972), Kobayashi Kokei (1883–1957), Yasuda Yukihiko (1884–1978), Maeda Seison (1885–1977) und Hayami Gyoshū (1884–1935) zu nennen. Alle genannten wurden mit dem Bunkakunshō, der höchsten staatlichen Auszeichnung auf dem Gebiete der Kultur, ausgezeichnet.
In Kyōto entwickelte sich eine eigene, freiere Richtung des Nihonga mit Takeuchi Seihō (1864–1942), der Malerin Uemura Shōen (1875–1949) – beide mit dem Bunkakunshō ausgezeichnet – und Tsuchida Bakusen (1887–1936), Murakami Kagaku (1888–1939).
Die Nihonga-Maler wurden auch im Ausland beachtet. In den USA waren sie durch Vermittlung der Kunstmäzenin Isabella Stewart Gardner in Boston erfolgreich. 1930 fand eine große Ausstellung in Rom statt, gefördert durch Baron Ōtani. 1931 kam auch in Berlin eine viel beachtete Ausstellung zustande. Einige der dort ausgestellten Bilder, u. a. Hayamis „Nächtlicher Schnee“, befinden sich heute im Museum für Asiatische Kunst in Berlin-Dahlem. In jüngster Zeit, in der Ausstellung „Japan und Europa 1542-1929“ 1993 im Martin-Gropius-Bau (Berlin), waren Vertreter der Nihonga-Malerei aus den 1920er Jahren zu sehen.
Die Selbsteinordnung als Nihonga- oder Yōga-Maler geschieht noch heute, allerdings nicht mehr mit der früheren Ausschließlichkeit. Die Nihonga-Malerei hat zudem ihren Themenkreis erweitert, wenn auch die Schönheit der Natur immer noch im Mittelpunkt steht. Die gemäßigten Bildinhalte dürften dazu beitragen, dass Nihonga, z. B. des durch sein Studium in Deutschland bekannten Higashiyama Kaii (1908–1999), von Sugiyama Yasushi (1909–1993) oder dem jüngeren Kayama Matazō (1927–2004), auf dem Markt Spitzenpreise erzielen, die die von Yōga um ein Vielfaches übertreffen.
Die Kunstrichtung Nihonga spielt auch im Roman Die Ermordung des Commendatore von Haruki Murakami eine wichtige Rolle. Nihonga hat sich nach Murakami als nationale Kunstrichtung entwickelt, um ein Gegengewicht zur westlichen Kultur zu schaffen.

## Bilder

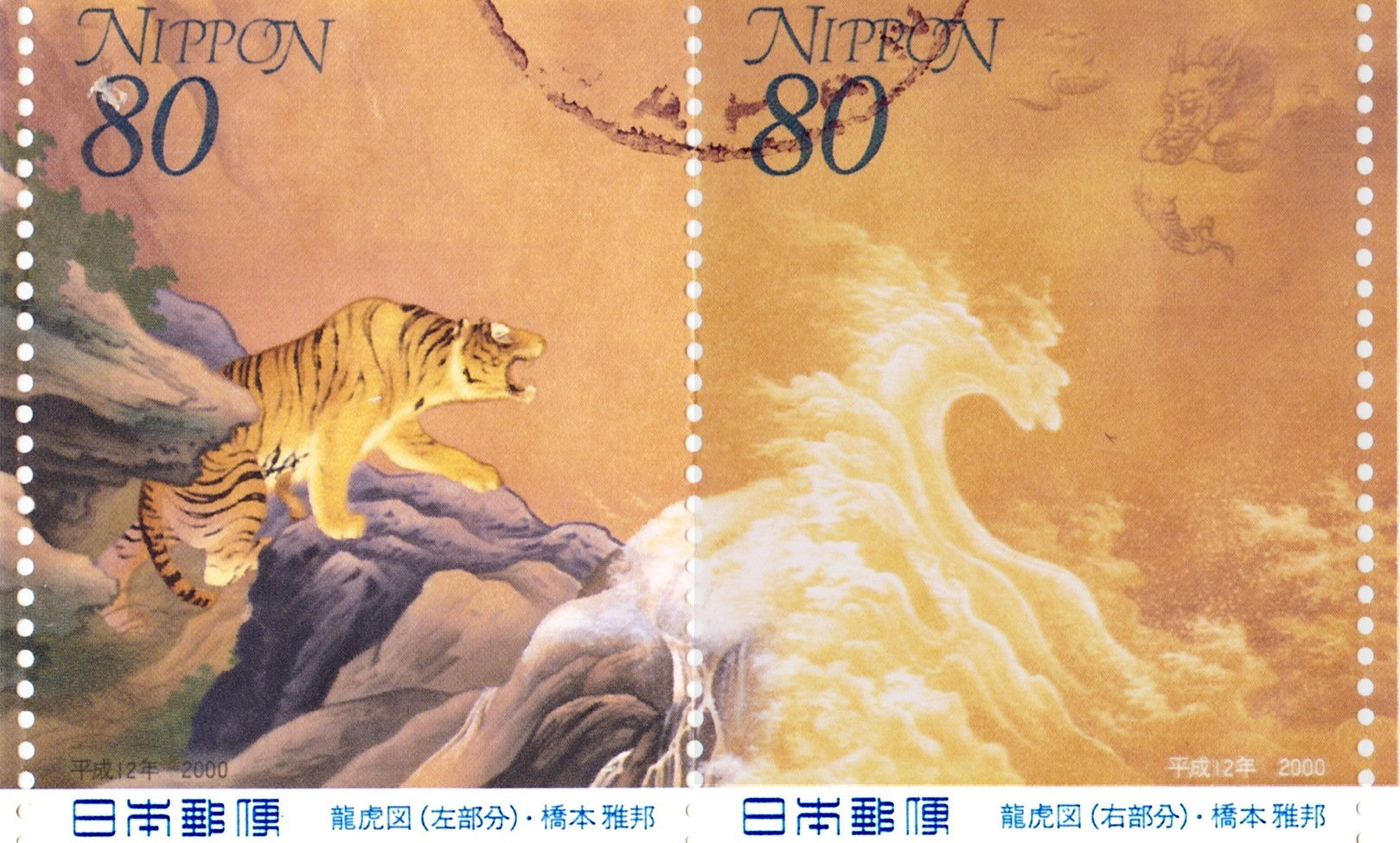
Hashimoto Gahō
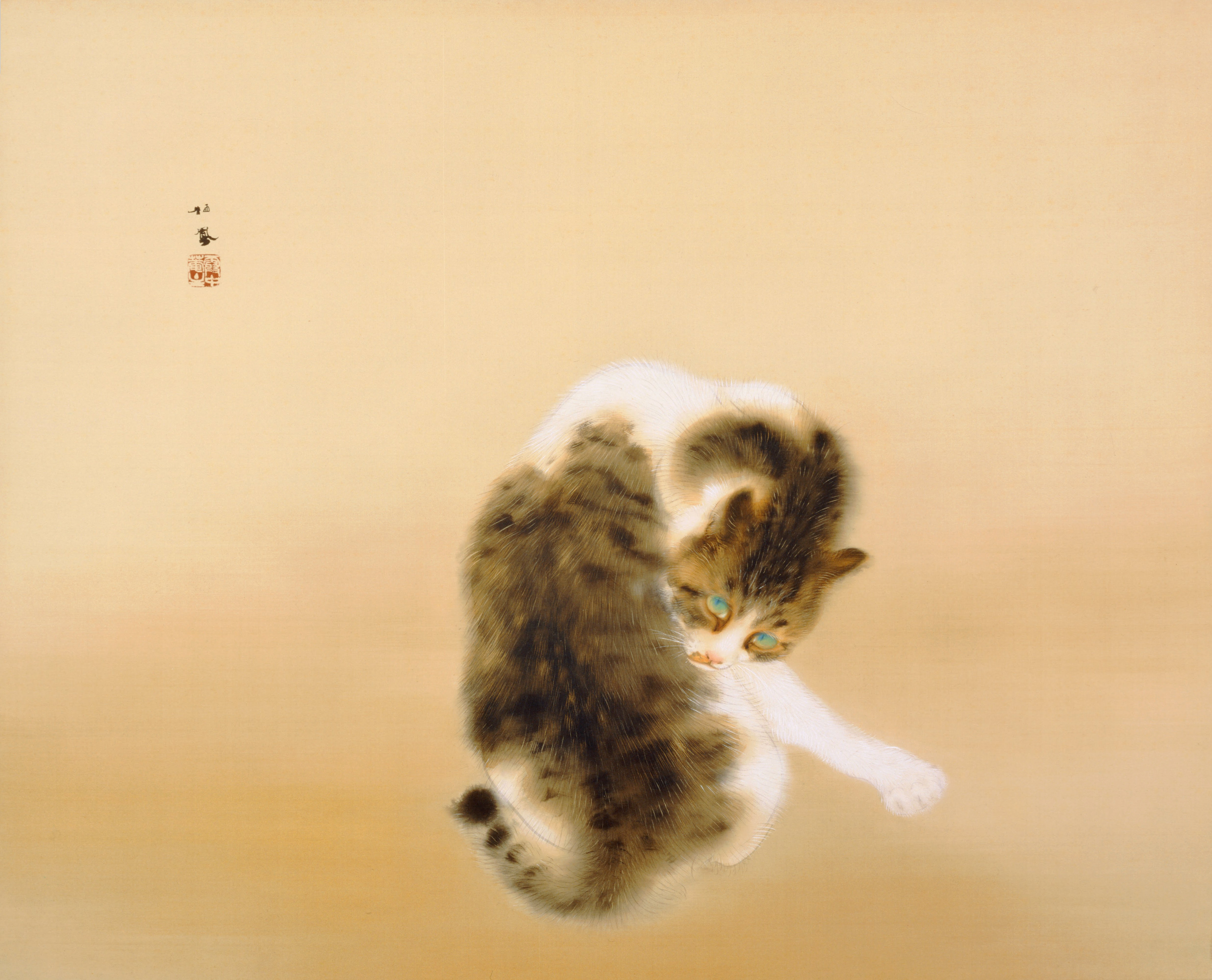
Takeuchi Seihō
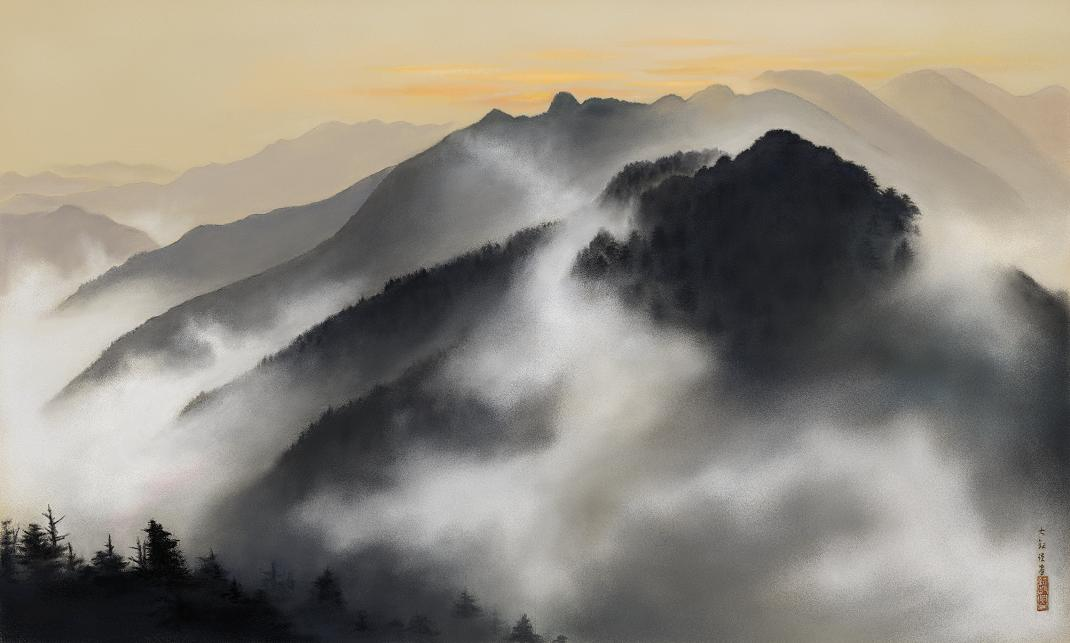
Yokoyama Taikan
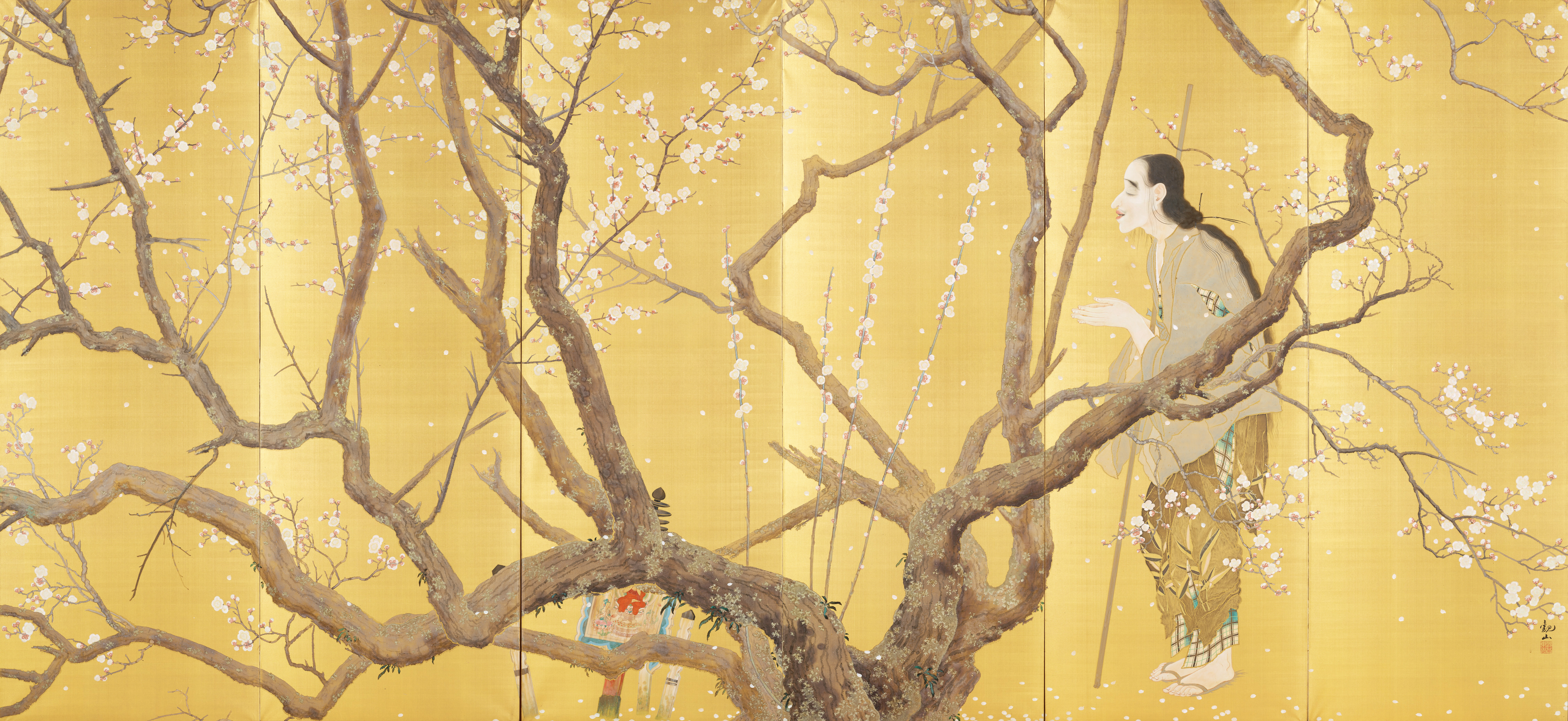
Shimomura Kanzan
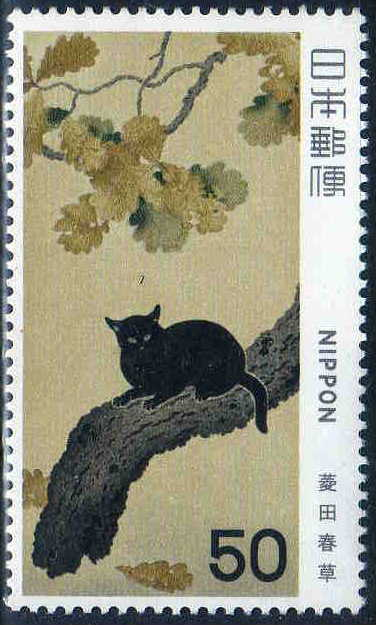
Hishida Shunsō
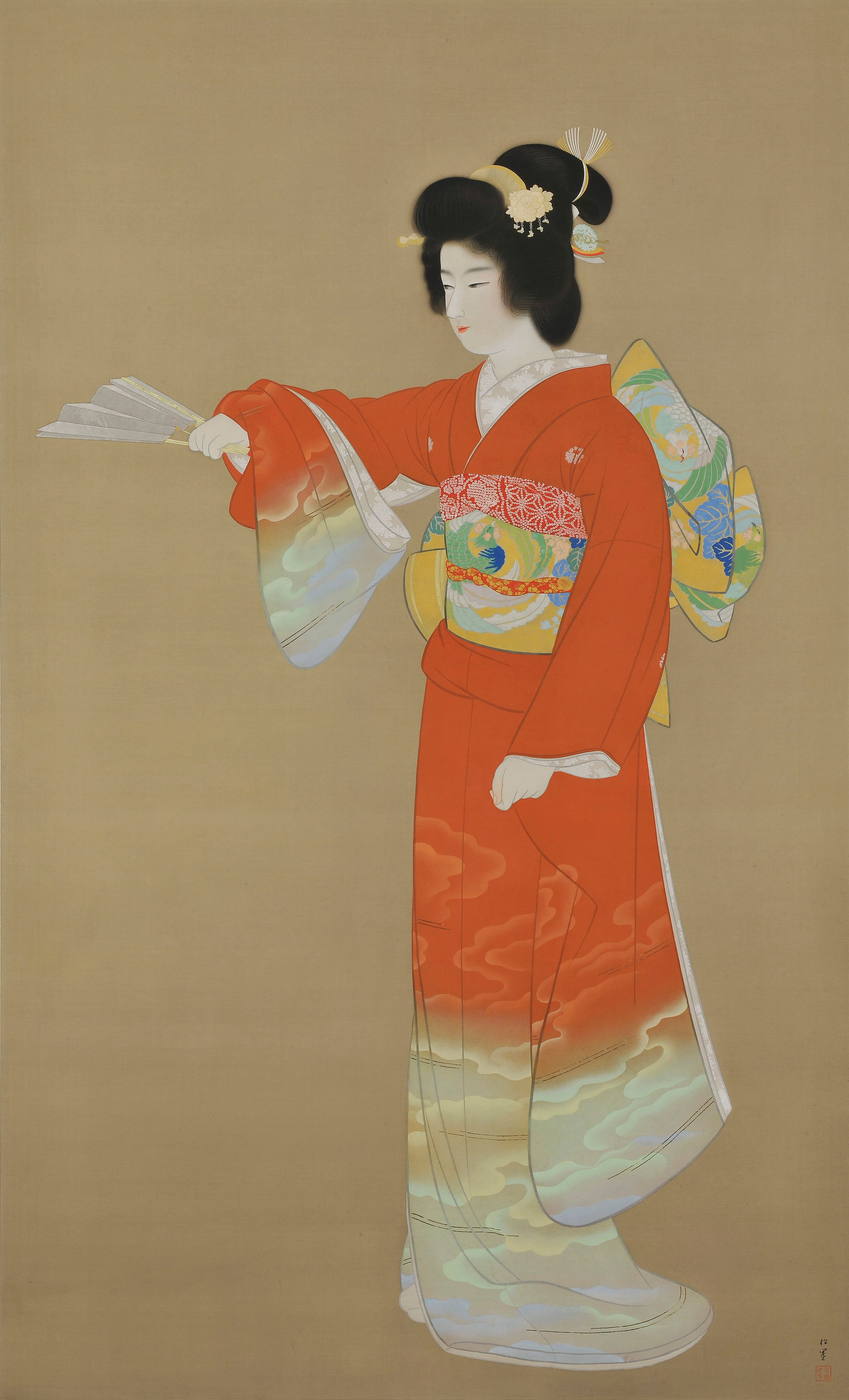
Uemura Shōen
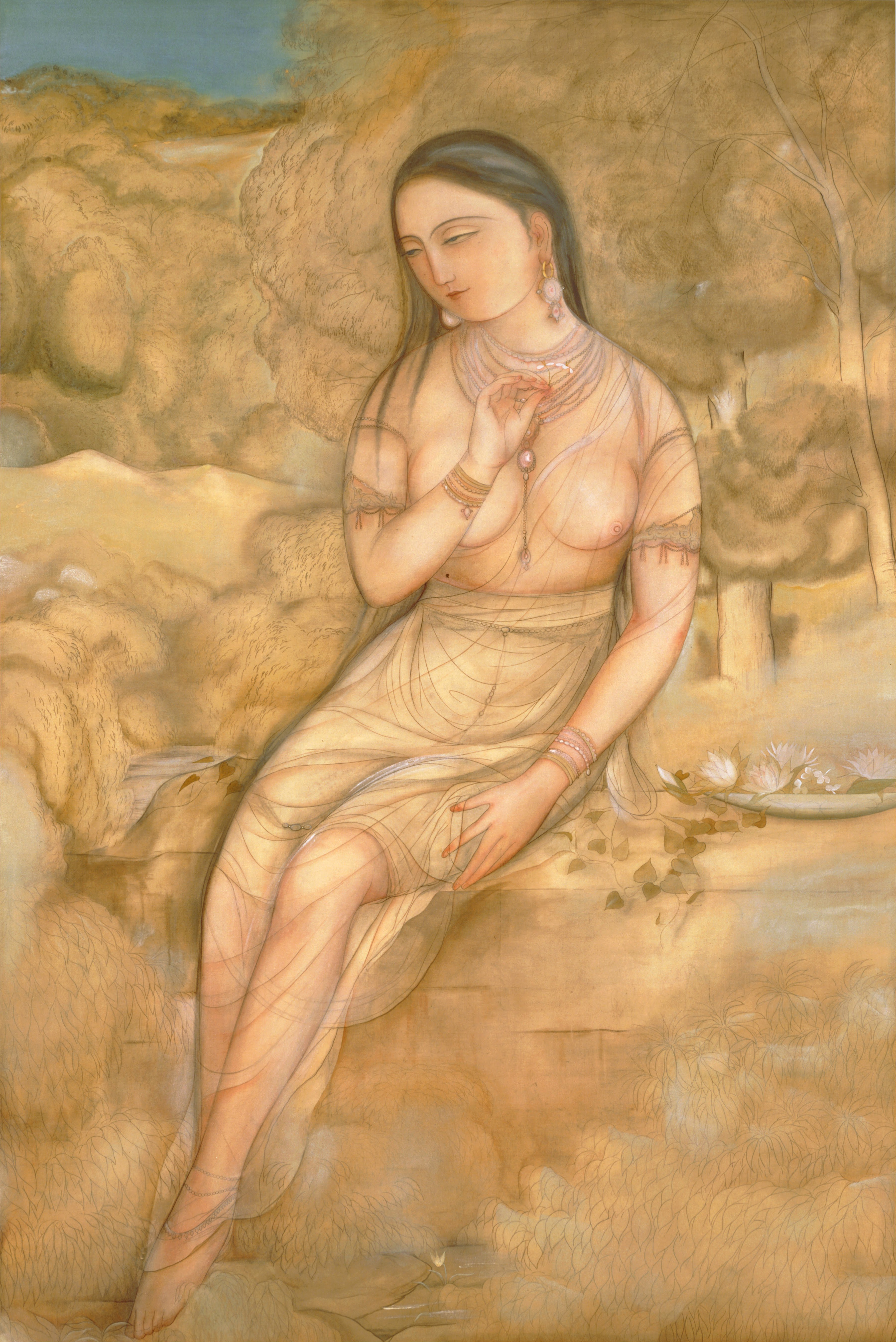
Murakami Kagaku
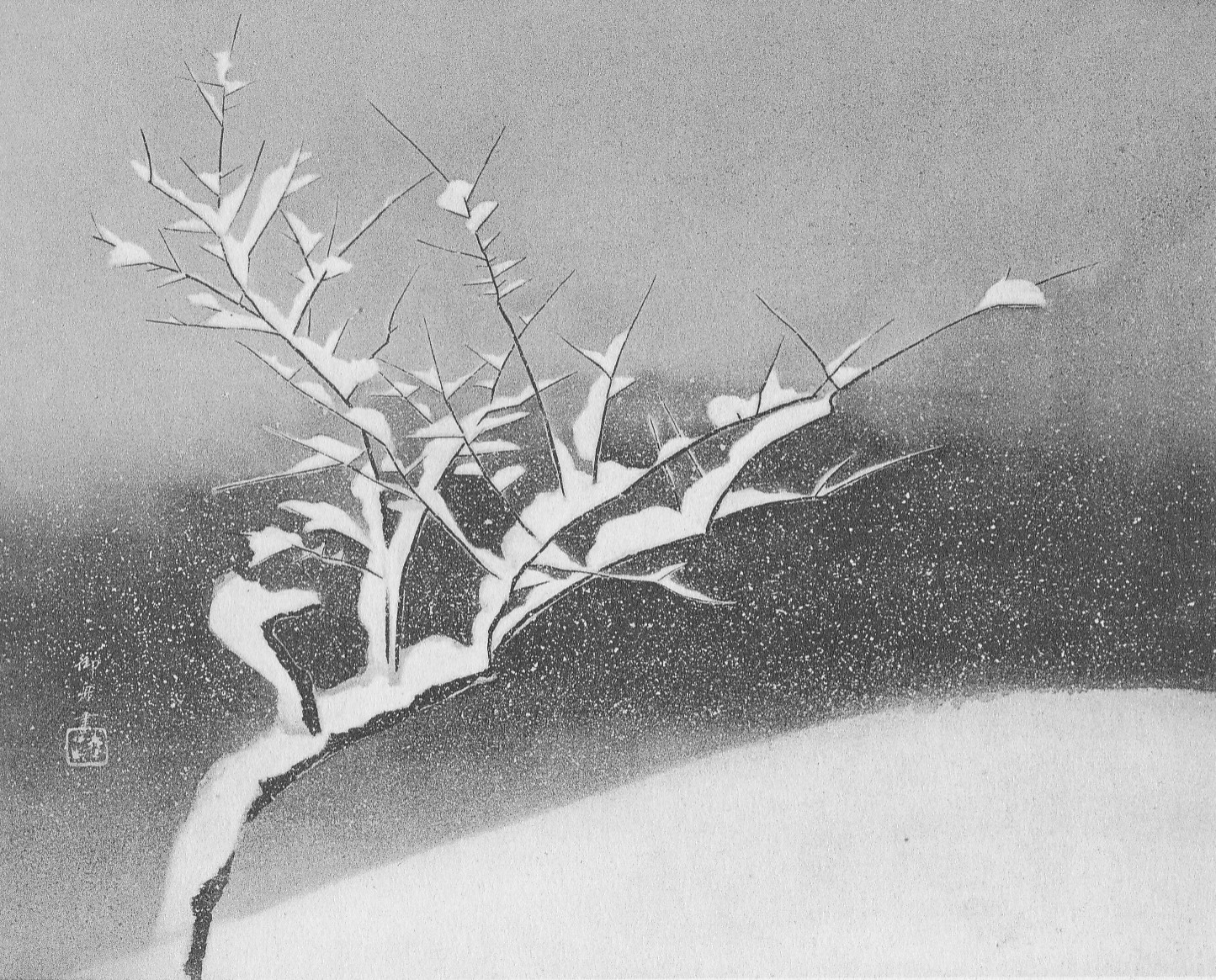
Hayami Gyoshū: Nächtlicher Schnee
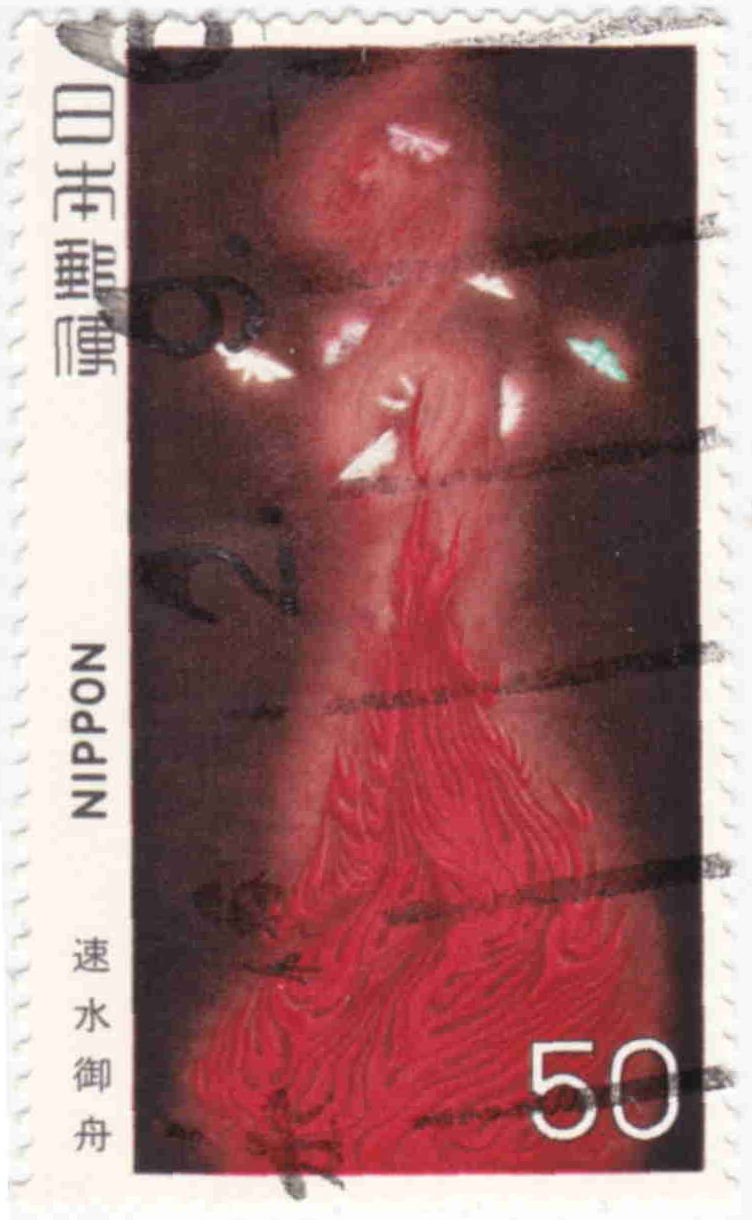
Hayami Gyoshū